# Refugi d'Estanys Forcats
El refugi d'Estanys Forcats és un refugi de muntanya de la Parròquia de La Massana (Andorra) a 2.640 m d'altitud i situat uns 100 m. per sota dels Estanys Forcats. És l'únic refugi que no pertany al Govern andorrà i sovint no és citat a la cartografia de la zona. Malgrat estar sempre obert sovint hi ha pescadors i caçadors del país.